# Luciano Zauri
Luciano Zauri (* 20. Januar 1978 in Pescina (AQ)) ist ein ehemaliger italienischer Fußballspieler und heutiger -trainer.

## Spielerkarriere

### Im Verein
Luciano Zauri debütierte für Atalanta Bergamo im Mai 1997 in der italienischen Serie A. Zur nächsten Saison wurde er für ein Jahr an den Zweitligisten Chievo Verona verliehen und kehrte anschließend nach Bergamo zurück, die in dieser Saison aus der Serie A abstiegen. Zauri entwickelte sich bereits mit 20 Jahren zum Stammspieler bei Bergamo und konnte in der Saison 1999/2000 den Wiederaufstieg in die Serie A feiern. Er blieb seinem Jugendverein bis zur Saison 2002/03 treu, als der Klub erneut aus der Serie A abstieg. Für geschätzte sechs Millionen Euro wechselte Zauri zum Hauptstadtklub Lazio Rom, bei dem er sich nach zwei Jahren einen festen Stammplatz erkämpfen konnte. Bereits in seiner ersten Saison bei Lazio gewann er unter Roberto Mancini mit der Coppa Italia seinen bislang einzigen großen Titel. Ab Januar 2007, als der bisherige Kapitän Massimo Oddo zum AC Mailand wechselte, war Luciano Zauri Kapitän der Biancocelesti. 2008 wechselte er für 3,2 Mio. Euro Ablöse zum Ligakonkurrenten AC Florenz. Von 2009 bis 2011 war er an den Ligakonkurrenten Sampdoria Genua ausgeliehen. 2014 beendete er bei Pescara Calcio seine aktive Karriere.

### In der Nationalmannschaft
Zauri gab sein Debüt in der A-Nationalmannschaft Italiens am 5. September 2001 unter Giovanni Trapattoni in einem Freundschaftsspiel gegen Marokko. Bis zu seinem letzten Länderspiel im November 2002 kam er zu insgesamt fünf Länderspieleinsätzen. Auch danach wurde er noch mehrfach in den Nationalkader berufen, kam aber nicht mehr zum Einsatz.

## Trainerkarriere
Zauri war von 2014 bis 2015 als Jugendtrainer bei Delfino Pescara 1936 tätig. 2015 wurde er unter Massimo Oddo Techniktrainer. Zusammen konnte man 2016 den Aufstieg in die Serie A feiern. Mit Oddos Entlassung im Februar 2017 wurde Zauri interimsweise Trainer der Delfini. Bereits nach drei Tagen endete seine Zeit als Interimstrainer. In den folgenden Jahren übernahm er Trainertätigkeiten bei Udinese Calcio (Techniktrainer) und dem FC Bologna (U-19). Bei Delfino Pescara 1936 arbeitete er zwischen 2018 und 2022 noch zweimal als Cheftrainer. Seit 2023 ist er Chefcoach des maltesischen Spitzenclubs Hamrun Spartans.

## Erfolge
- Italienischer Pokalsieger: 2003/04

## Trivia
Im Januar 2013 geriet Zauri verstärkt in den Fokus der Medien, als er während eines Restaurantbesuchs in Rom einem siebenjährigen Mädchen das Leben rettete. Das Mädchen sei nach dem Toilettengang in einen nur provisorisch abgedeckten, vier Meter tiefen Wasserschacht gefallen. Zauri organisierte ein Seil und zog das Kind aus dem Schacht. Zudem stellte sich heraus, dass es sich dabei um die Enkelin des bekannten polnischen Fußballspielers Zbigniew Boniek handelte.